# David de Castro Tartaas
David de Castro Tartaas (ou Tartas) est un éditeur et journaliste  juif portugais, immigré à Amsterdam, qui a fondé le journal Gazeta de Amsterdam.

## Histoire
La famille Castro Tartas, arrivée à Amsterdam en 1640, est juive marrane et vit à Tartas (Landes), où ses parents doivent se convertir au catholicisme, avant de redevenir juifs en s'établissant à Amsterdam.
David de Castro Tartaas apprend son métier dans l'une des plus vieilles librairies juives d'Amsterdam, celle de Manasse ben Israel, puis s'installe à son compte en 1662. Il reprend la maison d'édition en yiddish d'Amsterdam, le « Dinstagishe un Fraytagishe Kuranten », appelé aussi « Kuranten », qui publie à partir de 1685 et 1686 un journal en yiddish du même nom.
Devenu imprimeur, il publie 66 livres rédigés en hébreu sur la période s'étendant de 1662 à 1695, pour la plupart des livres de prière. 
Son frère Isaac participe à l'expédition hollandaise au Brésil, où sa connaissance du portugais peut s'avérer utile. En 1644, il voyage de Recife à Bahia où il est arrêté, envoyé à Lisbonne, jugé par l'Inquisition et brûlé le 15 décembre 1647 à l'âge de 22 ans pour avoir refusé de renoncer au judaïsme. Son autre frère, Jacob de Castro Tartas, participe à la gestion de l'imprimerie-librairie.
À partir de 1675, il imprime le journal Gazeta de Amsterdam, rédigé en espagnol afin de toucher la diaspora des juifs sépharades, implantée aussi à Curaçao, Livourne ou Bayonne. Il traduit des articles de la presse hollandaise, mais imprime aussi à façon des journaux italiens ou espagnols de réfugiés aux Pays-Bas.